# 格洛克31手槍
格洛克31（Glock 31）是一款由奧地利格洛克（Glock）公司設計及生產的手枪，是格洛克22的.357 SIG口徑版本，標凖彈匣為15發。

## 設計
格洛克31發射.357 SIG彈藥，裝有改良過的套筒及套筒導軌，對應.357 SIG的槍管，外型與格洛克22非常相似。
格洛克31在推出時已經是以第三版本（即第三代格洛克31）之姿出現，並在套筒下前方設有導軌，以安裝各種戰術配件。另外亦在握把上有手指凹槽。其後經歷了一次修改版本，最新的版本稱為第四代格洛克31（英語：4th generation Glock 31）。第四代會在套筒上型號位置加上“Gen4”以玆識別。
2010年开始，新推出的格洛克31為了大大提高人機工效，採用了新紋理，握把由粗糙表面改凹陷表面，而握把略為縮小，亦且由過往不能更換改為可以更換握把片（分別是中形和大形，亦可以不裝上握把片直接使用），以調整握把尺寸，更適合不同的手形。套筒內部的復進簧改為雙復進簧式設計，大大降低了後坐力和提高了全槍的壽命。為了適應雙復進簧式設計，套筒下的聚合物槍身前端部分較前一代格洛克31略為加寬。亦會有經改進的彈匣設計，以便左右手皆可以直接按下加大化的彈匣卡榫以更換彈匣，亦可以與舊式彈匣共用，但只可以右手按下彈匣卡榫以更換彈匣。
格洛克31的彈夾可以被同口徑的KRISS Vector衝鋒槍使用。

## 使用國
- 伊朗
  - 特種部隊單位[2]
- 美国
  - 新澤西州警察[1]

## 改進型

### 格洛克31C
格洛克31C和格洛克31的主要分別是31C裝有槍口補償裝置（Compensated），在槍管頂部開兩個橢圓形的孔以利用射擊時排出氣體抑制槍口方向。

## 資料來源
1. 1 2  Glock.com的格洛克31技術資料 的存檔，存档日期2013-06-04.
2. ↑  .   [2016-02-22]. （原始内容存档于2016-03-12）.

## 外部連結
- （英文）—格洛克官方主頁
- （英文）—GLOCK MODEL 31 （页面存档备份，存于）
- （英文）—Tactical-Life.com—Glocks Galore: The Ultimate Glock Buyer’s Guide （页面存档备份，存于）
- （英文）—Military, Security and Civilian Guns and Equipment—Glock 31 （页面存档备份，存于）
- （简体中文）—D Boy Gun World（GLOCK 31 / 31C） （页面存档备份，存于）